# Blauwpoort (Dordrecht)
De Blauwpoort was een stadspoort in de Zuid-Hollandse stad Dordrecht op het huidige Blauwpoortsplein. De poort stond op het Nieuwe Werk, de begin 15e-eeuwse landaanwinning aan de Nieuwe Haven, dicht bij de Engelenburgerbrug, die het Nieuwe Werk verbindt met de Lange Geldersekade en de rest van het gebied rond de Grote Kerk. In 1662 wordt deze brug de "brugge byde blauwe poorte" genoemd.
De eerste vermelding van de Blauwpoort stamt uit 1555 ("blaeuwe poort"). De naam was ontleend aan de natuursteen die bij de bouw ervan was gebruikt. De toen waarschijnlijk vrij nieuwe poort is afgebeeld op de stadsplattegronden van Jacob van Deventer uit het midden van de 16e eeuw en ook op latere kaarten. De exacte ligging en oriëntatie van de poort zijn echter niet helemaal duidelijk. Naast de poort lag – evenals bij het Melkpoortje – een "blau bolwerck", genoemd naar hetzij de Blauwpoort, hetzij de natuursteen ("blau steen") waarmee het bolwerk gedeeltelijk was uitgevoerd. Dit blauwe bolwerk wordt in 1577 vermeld in de passage: "op d'kaeye buyten de poort [=Blauwpoort] van het nyewe werck naest blau bolwerck binnen dese stede."
Op basis van kopieën van oude tekeningen is in de poort op de achtergrond van De liereman van de Dordtse schilder Nicolaes Maes de oorspronkelijke, 16e-eeuwse Blauwpoort herkend. Deze werd in 1672 vervangen door een groot poortgebouw van rode baksteen in late, sobere Hollands-classicistische stijl. Deze tweede "blaauwpoort" (zoals hij in 1706 nog steeds werd genoemd) werd in 1910 afgebroken.

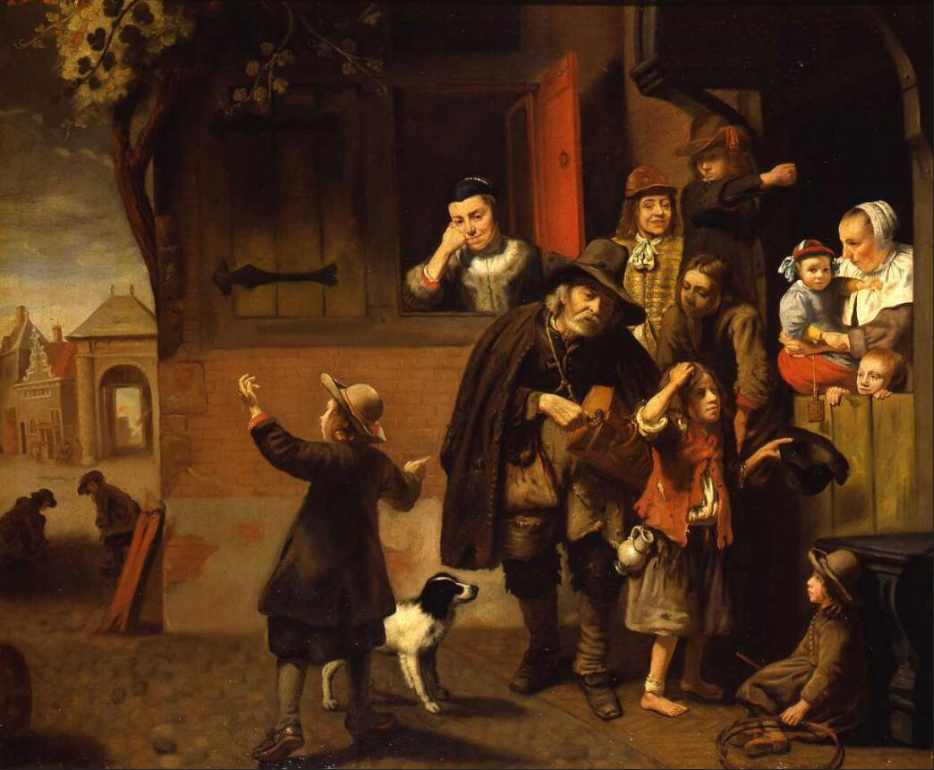
Nicolaes Maes, De liereman, ca. 1657, Dordrechts Museum
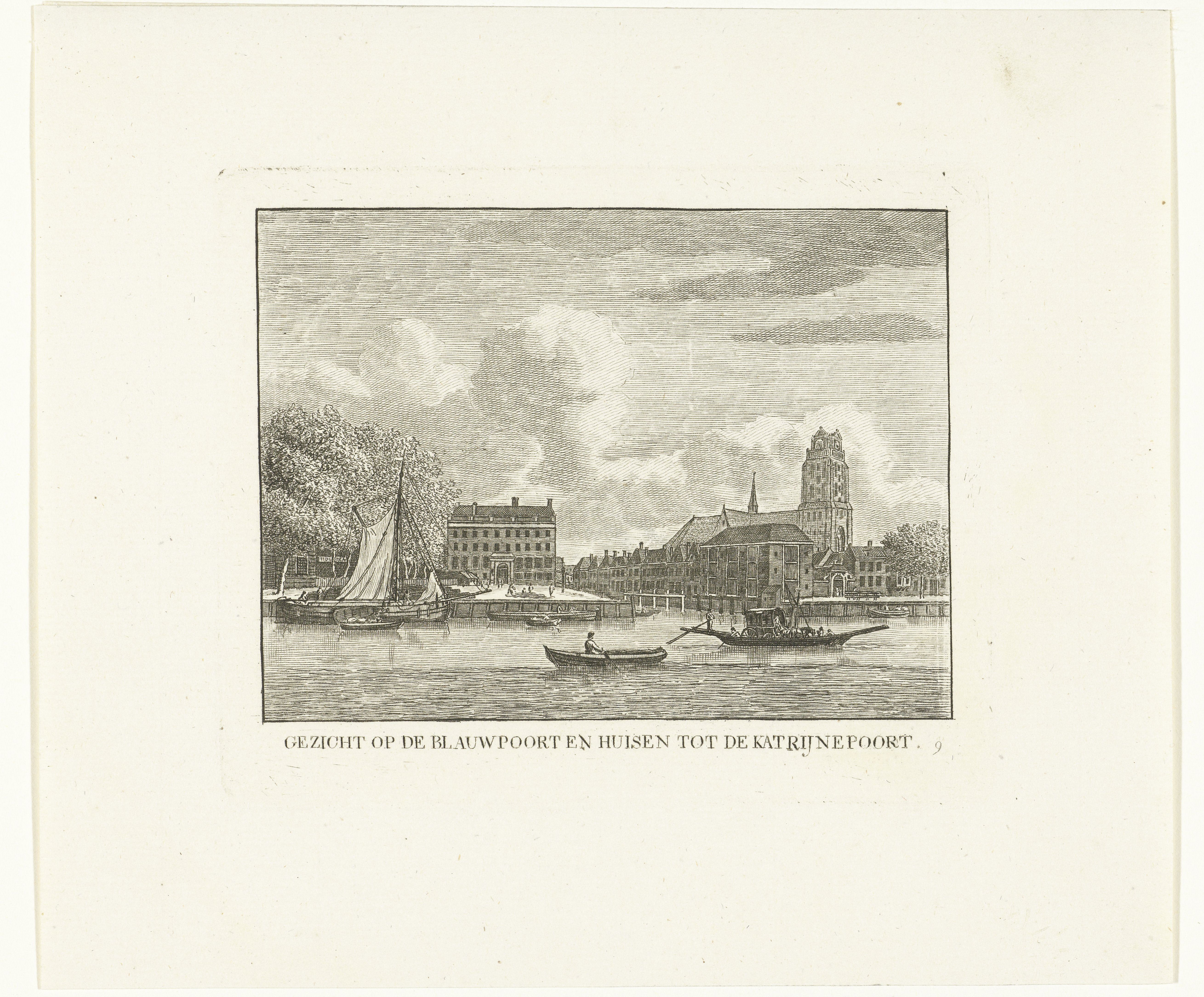
Carel Frederik Bendorp, Gezicht op de Blauwpoort met de Catrijnepoort en Grote Kerk, ets, 1803, Rijksmuseum Amsterdam
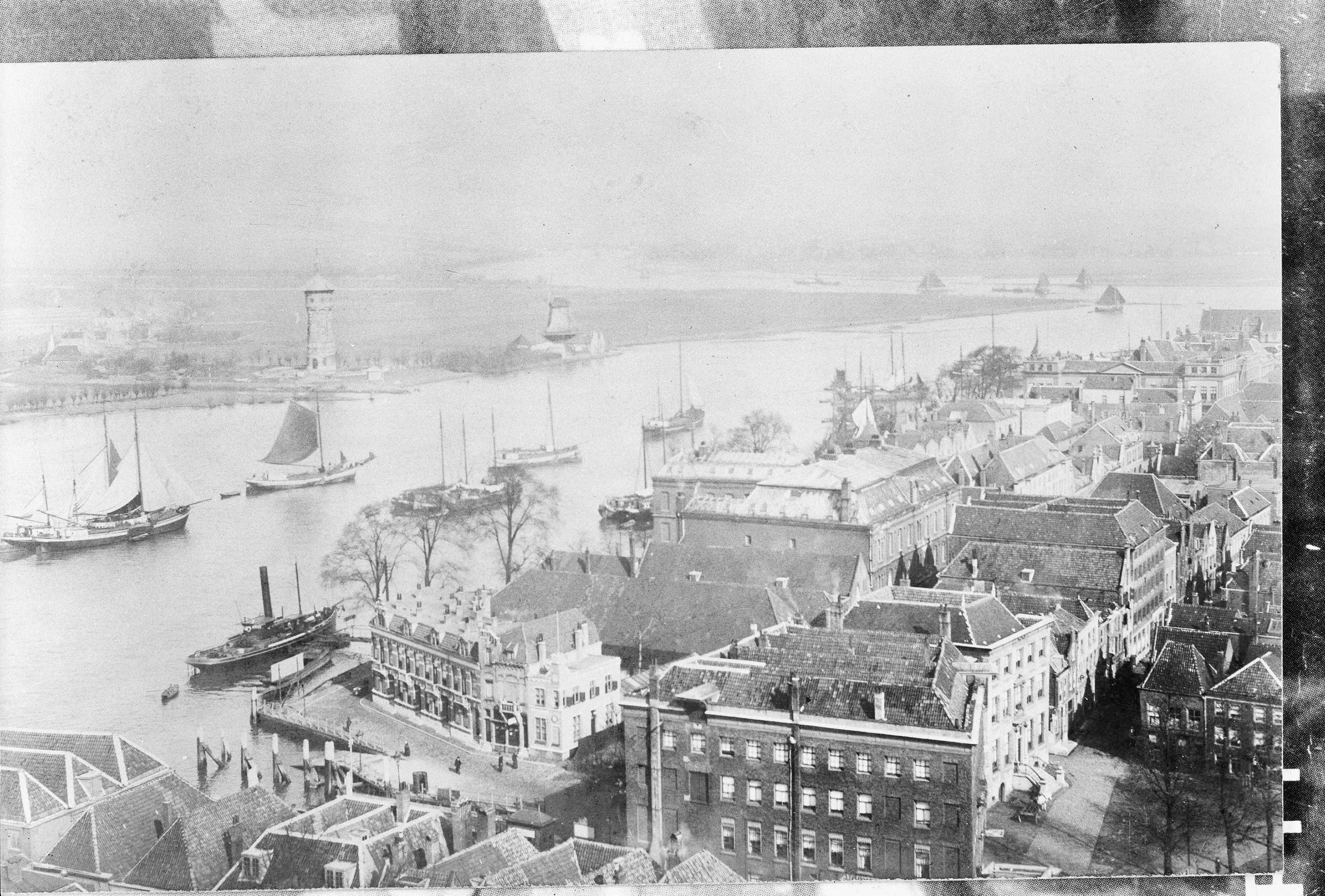
Gezicht vanaf de Grote Kerk op het Nieuwe Werk met vooraan de zijgevel van de Blauwpoort
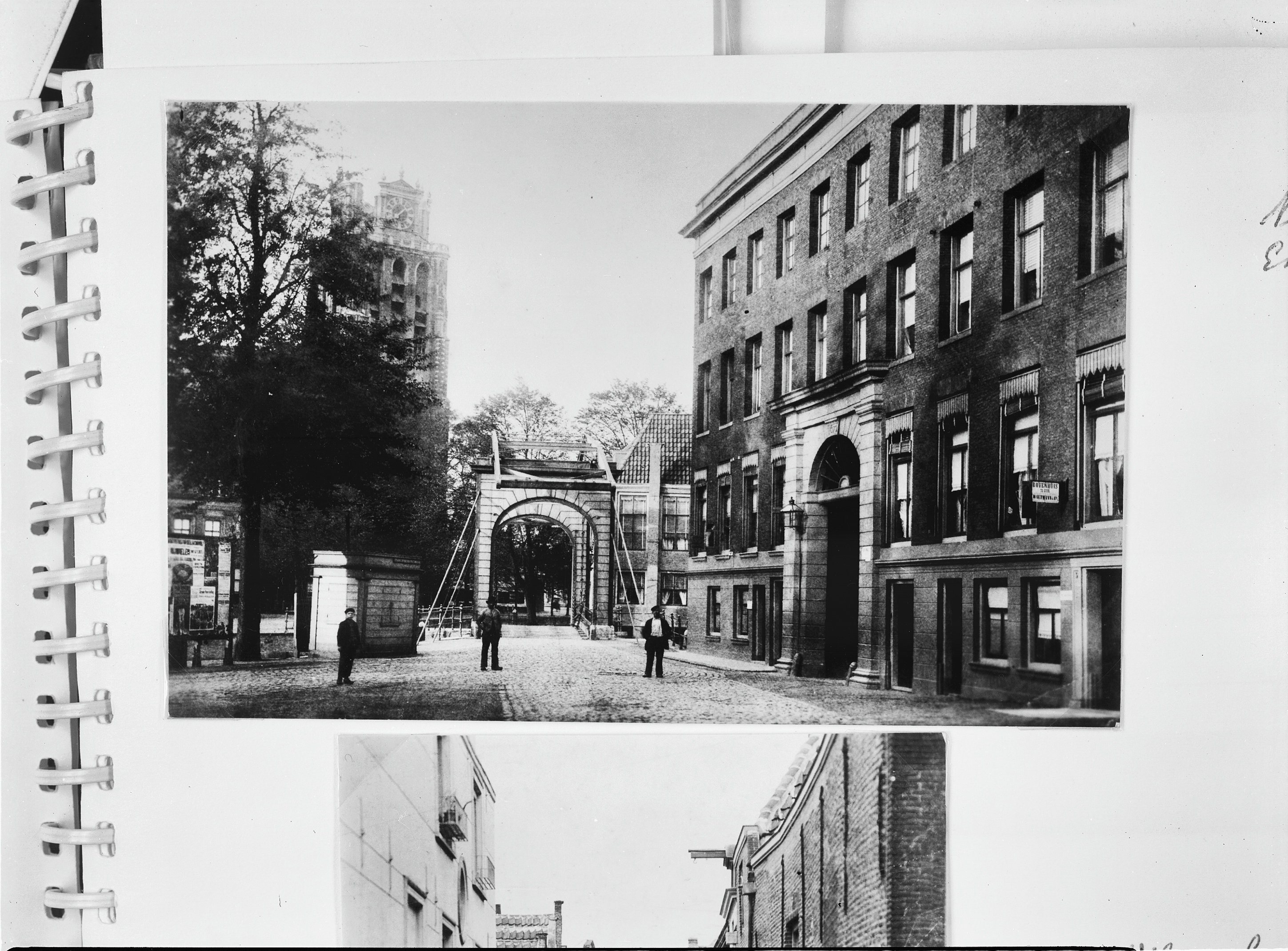
Blauwpoort met Engelenburgerbrug en Grote Kerk, ca. 1905
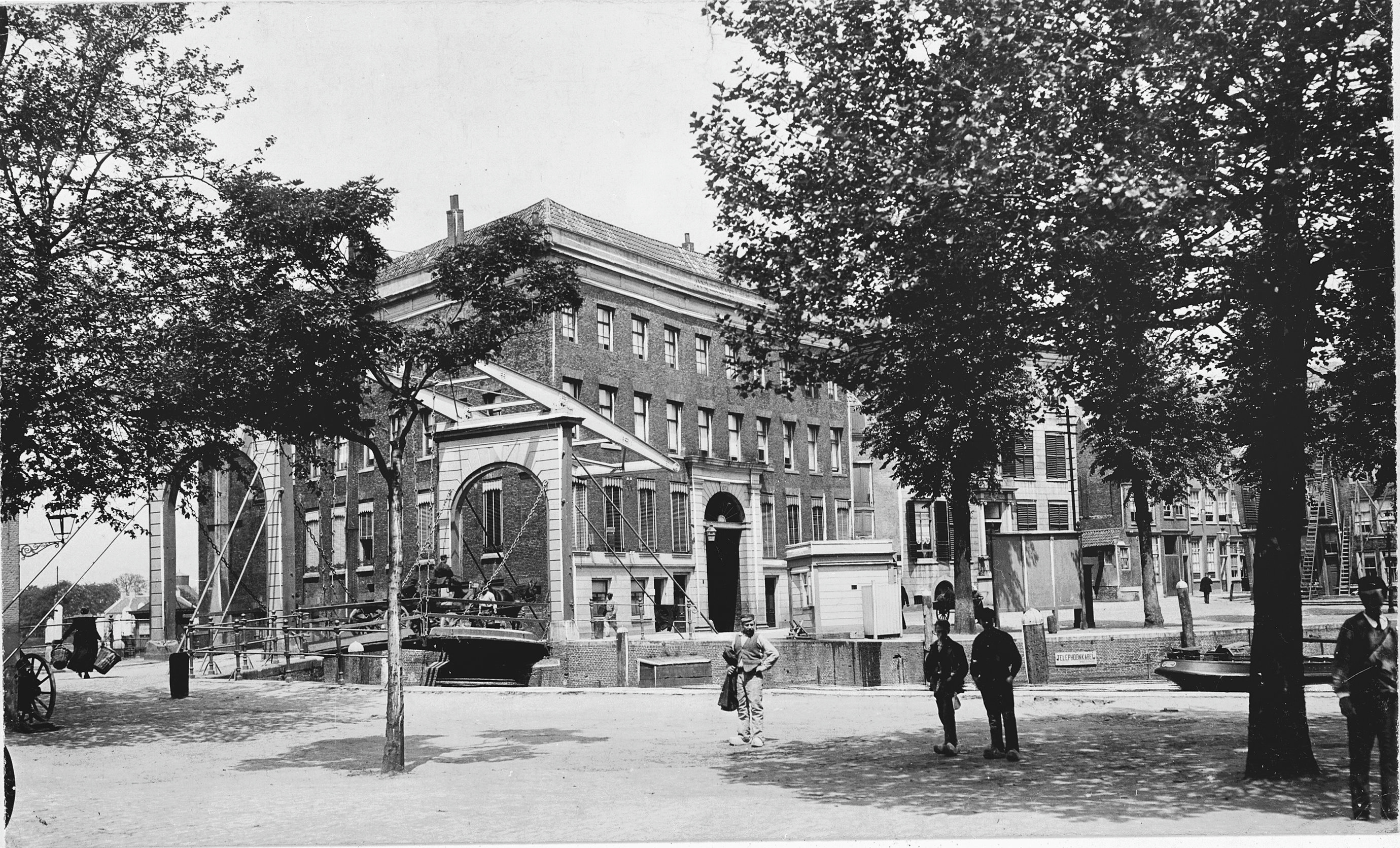
Blauwpoort met Engelenburgerbrug